# I'll Sleep When You're Dead
Albums de El-P
Collecting the Kid
(2004) Cancer 4 Cure
(2012)
I'll Sleep When You're Dead est le deuxième album d'El-P, sorti le 20 mars 2007.
L'album, qui s'est classé 6e au Top Independent Albums, 55e au Top R&B/Hip-Hop Albums et 78e au Billboard 200 et au Top Internet Albums, a été très bien accueilli par la critique, Metacritic lui attribuant la note de 80/100.

## Liste des titres
| No  | Titre                                                                            | Contient un (des) sample(s) de                                                               | Durée |
| --- | -------------------------------------------------------------------------------- | -------------------------------------------------------------------------------------------- | ----- |
| 1.  | Tasmanian Pain Coaster (featuring Omar Rodríguez-López et Cedric Bixler-Zavala)  | Fire on High de l'Electric Light Orchestra                                                   | 6:56  |
| 2.  | Smithereens (Stop Cryin)                                                         | Red Alert Klaxon de Jack Finlay, Douglas Grindstaff et Joseph Sorokin A Funky Song de Ripple | 4:34  |
| 3.  | Up All Night (featuring Mr. Lif)                                                 | A Saucerful of Secrets de Pink Floyd Seventh Heaven de Gwen Guthrie                          | 2:38  |
| 4.  | EMG                                                                              |                                                                                              | 4:33  |
| 5.  | Drive                                                                            |                                                                                              | 4:15  |
| 6.  | Dear Sirs                                                                        |                                                                                              | 1:34  |
| 7.  | Run the Numbers (featuring Aesop Rock)                                           | My Philosophy des Boogie Down Productions                                                    | 4:43  |
| 8.  | Habeas Corpses (Draconian Love) (featuring Cage, Mr. Len et Victoria Allen)      | Get Out of My Life, Woman de Bill Cosby                                                      | 4:36  |
| 9.  | The Overly Dramatic Truth (featuring Daryl Palumbo et Camu Tao)                  | Devil in the Dark des Manhattans                                                             | 4:32  |
| 10. | Flyentology (featuring Trent Reznor et Rob Sonic)                                |                                                                                              | 4:03  |
| 11. | No Kings (featuring Tame One)                                                    |                                                                                              | 3:07  |
| 12. | The League of Extraordinary Nobodies (featuring Joey Raia, Slug et Murs)         | Hammerhead de Simon Haseley                                                                  | 2:36  |
| 13. | Poisenville Kids No Wins / Reprise (This Must Be Our Time) (featuring Cat Power) | Hammerhead de Simon Haseley                                                                  | 7:00  |